# 台達電子
台達電子工業股份有限公司（簡稱台達電子工業、DELTA、台達電子、台達電）（Delta Electronics, Inc.），是一家臺灣的電子製造公司，專攻電源與變壓系統，總部位於臺北市內湖區，1971年4月4日由鄭崇華創立。

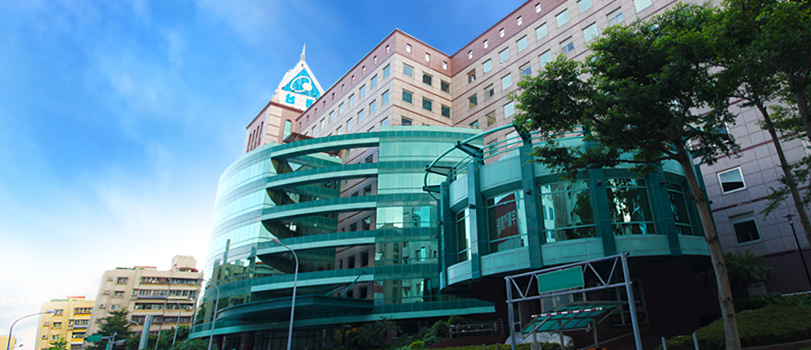
台達電子台北內湖總部

## 簡歷
台達電子於1971年創立於臺北縣新莊鎮（今新北市新莊區）民安路，創始員工15人，以生產電視線圈和電子零組件、繞線式磁性元件起家，為全球磁性及散熱元件重要供應商。1975年8月20日，台達電子改組為股份有限公司。目前為電源管理與散熱解決方案的主要廠商。

## 公司經營

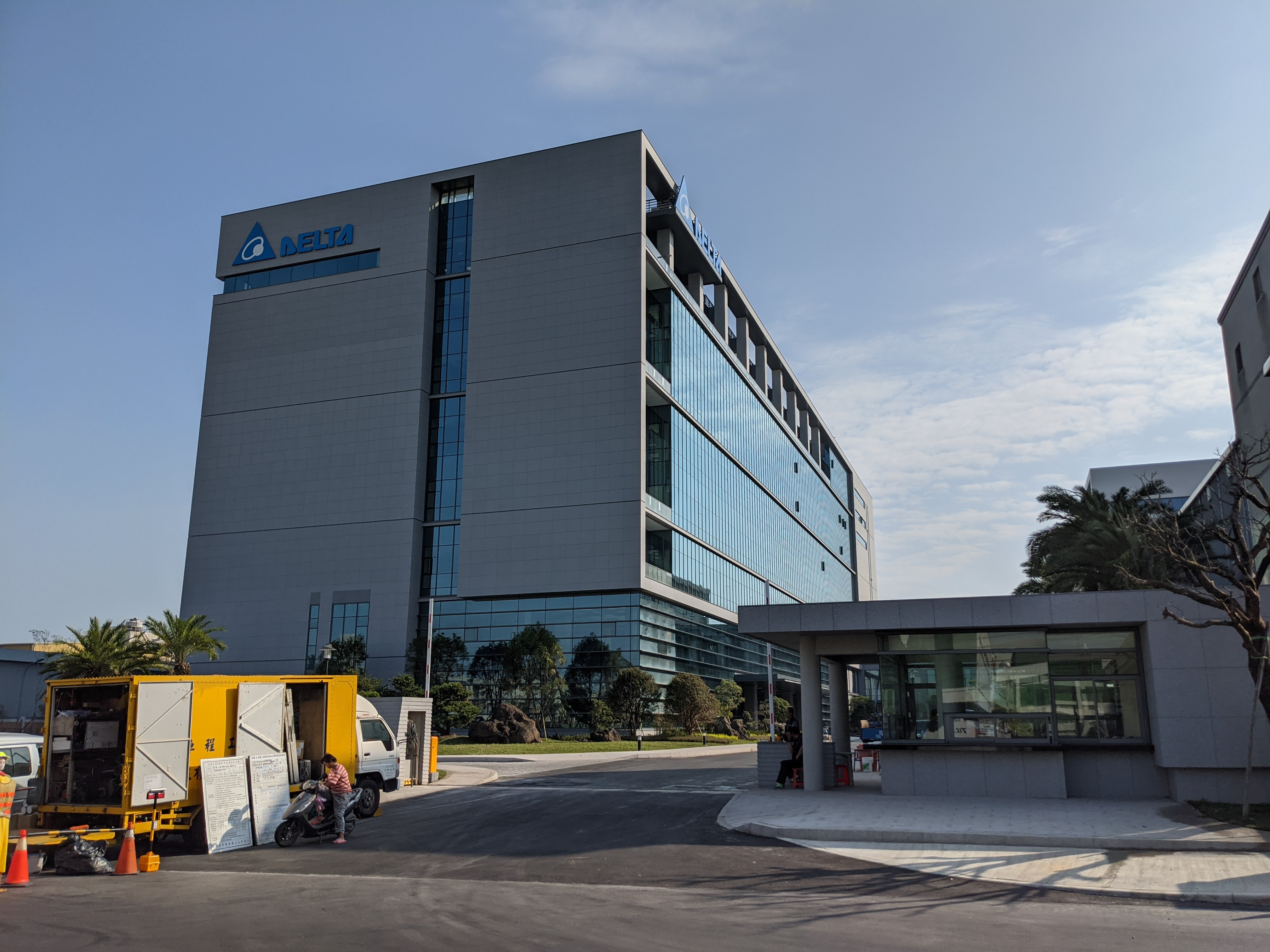
台達電中壢五廠

### 使用再生能源
2021年加入由氣候組織和碳揭露專案提出的「RE100」倡議，承諾於2030年前達成100%使用再生能源及碳中和的目標。

### 氫能產業發展
2024年12月啟用位於南科的百萬瓦（MW）級水電解製氫與氫燃料電池測試平台「台達淨零科學實驗室」，並將串聯相關產業鏈與台灣電力公司、中鋼及中油進行合作。

## 旗下組織
- 台達電子文教基金會
- 晶睿通訊（VIVOTEK）
- 乾坤科技
- 冠信電腦
- 台達能源

海外
- 台達電子企業管理(上海)
- 台達電子(東莞)
- 中達電子(江蘇)
- 中達電子(蕪湖)
- 台達電子(郴州)
- 中達電通
- 台達電子(香港)
- 台達電子(日本)
- 台達電子(韓國)
- 台達電子私人(新加坡)
- 台達電子(泰國)
- 台達電子（泰國股王，擁有63.07%股權）
- 台達電子(印度)
- 台達電子(越南)
- 台達電子(緬甸)
- Eltek（挪威）
- LOYTEC electronics（羅伊特電子，奧地利）
- March Networks（加拿大）
- Trihedral Engineering（加拿大）
- TB&C Technology（德國）
- Universal Instruments（環球儀器，美國）

## 相關競爭廠商
- Lite-on
- Artesyn
- Bel Power
- Compuware Technology
- 明緯 MEAN WELL （页面存档备份，存于）

## 外部連結
- 台達電子全球網站 （页面存档备份，存于）
- 台達電源產品網站 （页面存档备份，存于）
- 台達中國 （页面存档备份，存于）
- 台達日本 （页面存档备份，存于）
- 台達美國 （页面存档备份，存于）
- 台達歐洲 （页面存档备份，存于）